# Gerry Theberge
Gerry Theberge, född 18 december 1930 i Saint-Hyacinthe i Québec, död 1 maj 2000 i Waterloo, var en kanadensisk ishockeyspelare.
Theberge blev olympisk bronsmedaljör i ishockey vid vinterspelen 1956 i Cortina d'Ampezzo.